# Вестовер (Західна Вірджинія)
Вестовер (англ. Westover) — місто (англ. city) в США, в окрузі Мононґалія штату Західна Вірджинія. Населення — 3955 осіб (2020).

## Географія
Вестовер розташований за координатами 39°38′7″ пн. ш. 79°58′2″ зх. д. / 39.63528° пн. ш. 79.96722° зх. д. (39.635180, -79.967320).  За даними Бюро перепису населення США в 2010 році місто мало площу 3,92 км², з яких 3,91 км² — суходіл та 0,00 км² — водойми.

## Демографія
Згідно з переписом 2010 року, у місті мешкали 3983 особи в 1845 домогосподарствах у складі 990 родин. Густота населення становила 1017 осіб/км².  Було 2016 помешкань (515/км²).
Расовий склад населення:
| - 91,2 % — білих - 4,9 % — чорних або афроамериканців - 1,1 % — азіатів - 0,3 % — корінних американців |

До двох чи більше рас належало 2,2 %. Частка іспаномовних становила 1,7 % від усіх жителів.
За віковим діапазоном населення розподілялося таким чином: 17,8 % — особи молодші 18 років, 67,1 % — особи у віці 18—64 років, 15,1 % — особи у віці 65 років та старші. Медіана віку мешканця становила 38,0 року. На 100 осіб жіночої статі у місті припадало 100,4 чоловіків;  на 100 жінок у віці від 18 років та старших — 96,9 чоловіків також старших 18 років.
Середній дохід на одне домашнє господарство  становив 49 681 долар США (медіана — 35 792), а середній дохід на одну сім'ю — 67 418 доларів (медіана — 56 505). Медіана доходів становила 41 471 долар для чоловіків та 31 114 долари для жінок. За межею бідності перебувало 23,1 % осіб, у тому числі 35,4 % дітей у віці до 18 років та 6,0 % осіб у віці 65 років та старших.
Цивільне працевлаштоване населення становило 1905 осіб. Основні галузі зайнятості: освіта, охорона здоров'я та соціальна допомога — 42,3 %, мистецтво, розваги та відпочинок — 10,8 %, роздрібна торгівля — 10,7 %.